# Olulodes
Olulodes là một chi bướm đêm thuộc họ Erebidae.